# 鶴田翔
鶴田 翔（つるた しょう、1983年6月22日 - ）は、熊本県天草市出身の俳優。株式会社ケイエムシネマ企画所属。

## 人物
アルバイトをしていたとある飲食店で、来日中だったジョニーデップよりある言葉を投げかけられたことがきっかけで俳優を始める。
熊本県立大津高等学校サッカー部のOBである。

## 出演

### 映画
- 漂流者（2017年）- 夫 役
- お嬢ちゃん（2018年）- 翔 役
- 愛がなんだ（2019年）- 結婚式の友人 役
- 花に問う（2020年）- 高久要 役[3]
- 由宇子の天秤（2021年）- 市村 役
- 赫くなれば其れ（2021年） - 高久要 役
- 辻占恋慕（2022年）- 吉沢 役
- わたしの幸せな結婚（2023年3月17日公開、東宝） - 次男 役
- 消せない記憶（2023年3月31日公開） - 東海林要 役
- サイド バイ サイド 隣にいる人（2023年4月14日公開、ハピネットファントム・スタジオ）霊媒師 役
- ゴジラ-1.0（2023年11月3日公開、東宝）

### テレビドラマ
- 相棒season19 第9話（2020年、テレビ朝日） - 小夜子の父 役
- オクトー 〜感情捜査官 心野朱梨〜 第8話（2022年、読売テレビ・日本テレビ系） - 庭木元春 役
- 約束 〜16年目の真実〜 第4話（2024年5月2日、読売テレビ・日本テレビ系）[4]

### ミュージックビデオ
- しなの椰惠 葬いの詩[5]
- 寺嶋由芙 サバイバル・レディ